# Béla Fleck

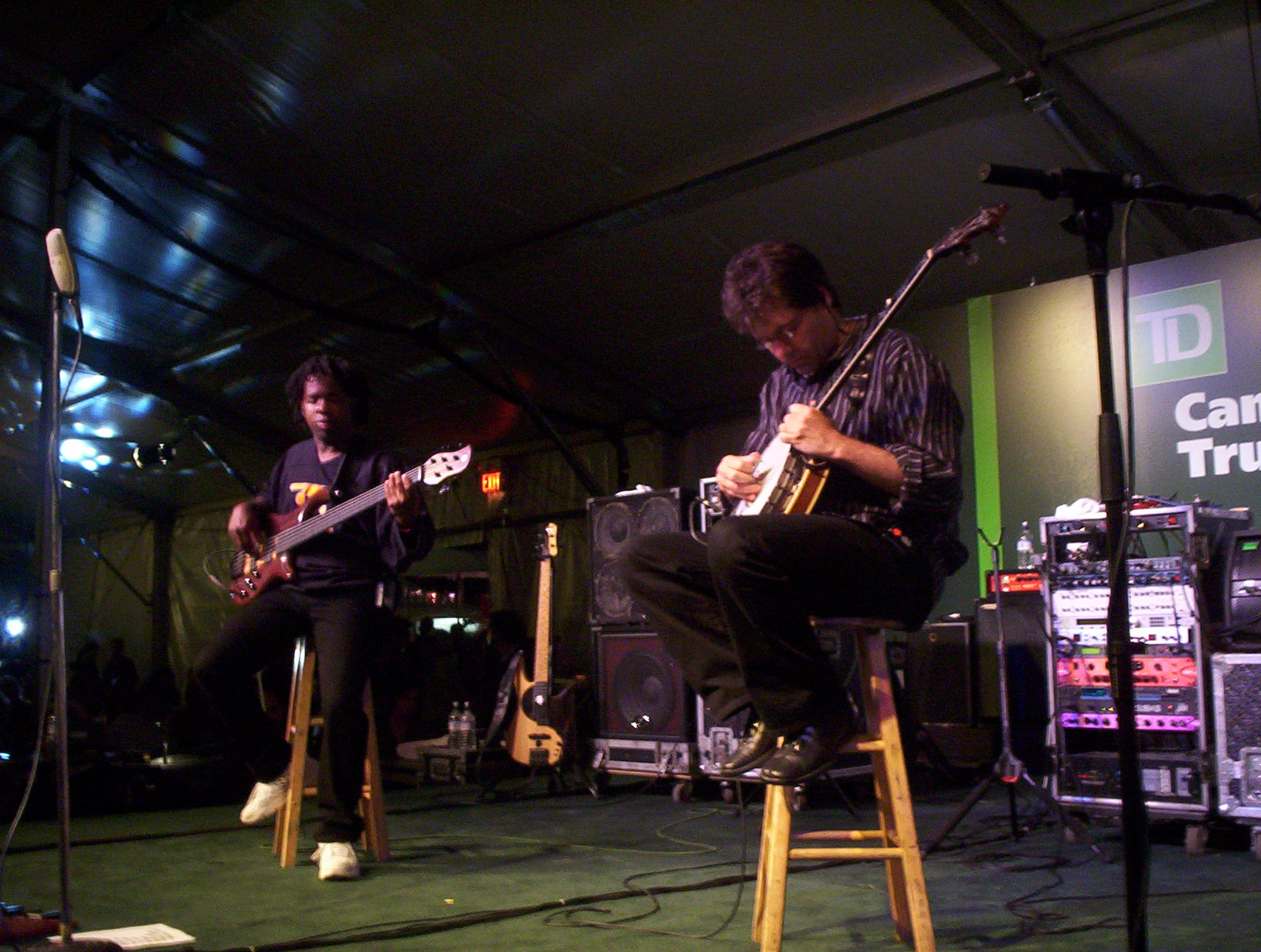
Béla Fleck e Victor Wooten

Béla Fleck (Nova Iorque, Nova Iorque, 10 de Julho de 1958) é um tocador de banjo. É mais conhecido pelo trabalho junto com sua banda Béla Fleck and the Flecktones, que é descrito como uma "mistura de música acústica com eletrônica com várias influências da música folk e bluegrass tão como o funk e o jazz".

## Discografia

### Solo/com vários músicos
- Crossing the Tracks (Rounder Records, 1979)
- Natural Bridge (Rounder Records, 1982)
- Double Time (Rounder Records, 1984)
- Inroads (Rounder Records, 1986)
- Daybreak (Compilation, Rounder Records, 1987)
- Drive (Rounder Records, 1988)
- Places (Compilation, Rounder Records, 1988)
- Tales From The Acoustic Planet (Warner Brothers, 1995)
- Tales from the Acoustic Planet Vol 2, the Bluegrass Sessions (Warner Brothers, 1999)
- Perpetual Motion (Sony Classical, 2001)

### Com o TheFlecktones
- Béla Fleck And The Flecktones (Warner Brothers, 1990)
- Flight of the Cosmic Hippo (Warner Brothers, 1991)
- UFO TOFU (Warner Brothers, 1992)
- Three Flew Over The Cuckoo's Nest (Warner Brothers, 1993)
- Live Art (Warner Brothers, 1996)
- Left of Cool (Warner Brothers, 1998)
- Greatest Hits of the 20th Century (Compilation, Warner Brothers, 1999)
- Outbound (Columbia Records, 2000)
- Live at the Quick (Columbia Records, 2002)
- Little Worlds (Columbia Records, 2003)
- Ten From Little Worlds (Selections from Little Worlds, Columbia Records, 2003)
- The Hidden Land (2006)

### ComJie-Bing ChenandVishwa Mohan Bhatt
- Tabula Rasa (Water Lily Acoustics, 1996)

### ComCurandero
- Aras (Silvery Wave, 1996)

### Com Dreadful Snakes
- The Dreadful Snakes (Rounder Records, 1983)
- Snakes Alive! (Rounder Records)

### ComMike MarshallandEdgar Meyer
- Uncommon Ritual (Sony, 1997)

### ComEdgar Meyer
- Music for Two (Sony, 2004).

### Com The New Grass Revival
- Bela Fleck with the New Grass Revival: Deviation (Rounder 1984)
- Sam Bush: Late as Usual (Rounder 1984)
- On the Boulevard (Sugar Hill 1984)
- New Grass Revival (EMI 1986)
- Hold to a Dream (Capitol 1987)
- Live, 1983 recording (Sugar Hill 1989)
- Friday Night in America (Capitol 1989)
- Anthology (Capitol 1989)
- Best of New Grass Revival (Liberty 1994)
- Grass Roots: The Best of the New Grass Revival (Capitol 2005)

### ComTasty Licks
- Tasty Licks (Rounder Records, 1978)
- Anchored to the Shore (Rounder Records, 1979)

### ComTony Trischka
- Solo Banjo Works (Rounder Records, 1992)

### ComTony TrischkaandBill Keith
- Fiddle Tunes For Banjo (Rounder Records, 1981)

### ComDave Matthews Band
- Before These Crowded Streets (RCA, 1998)
- Live Trax Vol. 1: 12.8.98 Centrum Centre, Worcester, MA (RCA, 2004)